# Jack Pierce
Jack Warren Pierce (Cherry Hill, New Jersey, 23 de setembro de 1962) é um antigo atleta Estados Unidos que ganhou a medalha de bronze nos Jogos Olímpicos de Barcelona 1992, na modalidade de 110 metros com barreiras. 
Completou os estudos secundários, em 1980, na cidade de Woodbury, onde residiu durante a infância e juventude. Mais tarde, frequentou a Universidade Estadual de Morgan, em Baltimore, onde beneficiou de uma bolsa que o levou à prática do atletismo.
Nos Campeonatos Mundiais de 1991 terminou a corrida empatado com o seu compatriota Greg Foster, mas acabou sendo declarado como segundo classificado, após análise do foto-finish. Foi ainda medalhista de bronze nos Campeonatos Mundiais de 1993, disputados em Estugarda.
O seu recorde pessoal nos 100 m barreiras é de 12.89 s, o que o coloca na nona posição da lista dos melhores barreiristas de todos os tempos.